# Finland op het Eurovisiesongfestival 2025
Finland nam voor de 58ste keer deel aan het Eurovisiesongfestival. De Finse omroep Yleisradio koos opnieuw via Uuden Musiikin Kilpailu de Finse kandidaat voor het festival in Bazel. 

## Selectieprocedure

### Uuden Musiikin Kilpailu
De finale vindt plaats op 8 februari 2025 in de Nokia Arena in Tampere. Op 8 januari 2025 werden de 7 kandidaten bekendgemaakt. 
Op 22 januari werd aangekondigd dat de band One Morning Left werd gediskwalificeerd vanwege een contractbreuk; de band bracht dezelfde dag een verklaring uit waarin werd aangekondigd dat ze uit elkaar gingen vanwege beschuldigingen van kinderlokken tegen de leadzanger, Mika Lahti.
| Artiest      | Lied                | Punten | Plaats |
| ------------ | ------------------- | ------ | ------ |
| Costee       | "Sekaisin"          | 83     | 6      |
| Erika Vikman | "Ich komme"         | 430    | 1      |
| Goldielocks  | "Made Of"           | 303    | 2      |
| Neea River   | "Nightmares"        | 84     | 5      |
| Nelli Matula | "Hitaammin hautaan" | 138    | 4      |
| Viivi        | "Aina"              | 138    | 3      |

## In Bazel
Finland trad aan in de tweede halve finale op 15 mei 2025, waar het een plek bemachtigde voor de finale op 17 mei. In de finale behaalde Vikman 196 punten, wat goed was voor de elfde plaats.

#### Punten gegeven door Finland
| Score     | 2e halve finale |                     | Finale     | Finale |
| Score     | Televoting      | Vakjury             | Televoting |        |
| 12 punten | Israël          | Oostenrijk          | Zweden     |        |
| 10 punten | Letland         | Zweden              | Israël     |        |
| 8 punten  | Denemarken      | Frankrijk           | Estland    |        |
| 7 punten  | Oostenrijk      | Malta               | Oostenrijk |        |
| 6 punten  | Litouwen        | Zwitserland         | IJsland    |        |
| 5 punten  | Australië       | Verenigd Koninkrijk | Duitsland  |        |
| 4 punten  | Luxemburg       | Estland             | Albanië    |        |
| 3 punten  | Malta           | Griekenland         | Letland    |        |
| 2 punten  | Ierland         | Israël              | Oekraïne   |        |
| 1 punt    | Griekenland     | Duitsland           | Litouwen   |        |